# Johann Heinrich Roos
Johann Heinrich Roos (Otterberg, 1631. szeptember 29. – Frankfurt, 1685. október 3.) német barokk tájképfestő és rézmetsző.

## Életrajza
Johann Heinrich Roos 1631-ben született a németországi Otterbergben. Családja a harmincéves háború miatt Hollandiába, Amszterdamba emigrált. Ross Hollandiában előbb Guilliam Dujardinnél és a nála tanuló fiánál, Karelnél sajátította el az itáliai antik romokkal ékes tájak és pásztorjelenetek festését. Itáliában csak az 1650-es évek elején járt. A legnagyobb hatással azonban Nicolaes Berchem és Karel Dujardin voltak rá. 1653-ban a Roos család visszatért Németországba, ahol először Johann és testvére, Theodor Roos együtt dolgoztak a mainzi kolostorban, a hesseni, kurpfalzi, heidelbergi udvarokban, végül Roos 1667-ben Frankfurt am Mainban telepedett le.
1685. október 3-án, Frankfurtban, 54 évesen érte a halál, miközben egy tűzvészből próbálta kimenteni holmiját. A tűzvészt négy fia és egy lánya túlélte, közülük később Philipp Peter Roos (Rosa di Tivoli) és Johann Melchior Roos is híres festők lettek. Munkáik megtalálhatók múzeumokban: Frankfurtban, Kölnben, Dessauban, Darmstadtban és Stuttgartban.
Festményei közül a Pásztorcsalád a kútnál című (vászon, 73,5 × 92 cm) a budapesti Szépművészeti Múzeumban található.

## Fordítás
- Ez a szócikk részben vagy egészben  a   Johann Heinrich Roos című német Wikipédia-szócikk ezen változatának fordításán alapul.  Az eredeti cikk szerkesztőit annak laptörténete sorolja fel. Ez a jelzés csupán a megfogalmazás eredetét és a szerzői jogokat jelzi, nem szolgál a cikkben szereplő információk forrásmegjelöléseként.